# Corneliu Teodorini
Corneliu Teodorini, romunski general, * 18. september 1893, Craiova, † 10. julij 1976, Bukarešta.